# Metacyclops mendocinus
Metacyclops mendocinus – gatunek widłonoga z rodziny Cyclopidae. Nazwa naukowa tego gatunku skorupiaków została opublikowana w 1892 roku na podstawie prac naukowych polskiego hydrobiologa Antoniego Wierzejskiego.